# Parque São Lourenço
O Parque São Lourenço é um dos principais parques da cidade de Curitiba e está localizado no bairro homônimo.
Com 204 mil m² de área, o parque foi inaugurado em 1972. Sua criação ocorreu após uma enchente do rio Belém, em 1970, que provocou o rompimento da represa de São Lourenço. O Parque foi criado para conter as águas do rio e recuperar a área próxima ao lago formado com a contenção.
No local, funcionaram uma fábrica de adubos e uma de cola. Nas instalações da antiga fábrica, funciona hoje o Centro de Criatividade de Curitiba, que oferece cursos e apresenta exposições. O Centro inclui ainda o Teatro Cleon Jacques, a Casa da Leitura Augusto Stresser e local onde estava instalada a Casa Erbo Stenzel.